# Laurato de nandrolona
Laurato de nandrolona (nome adotado pelos britânicos) (nomes comerciais Clinibolin, Fortadex, Laurabolin), conhecida também como 19-nortestosterone 17β-laurate, é um esteroide anabolizante, androgênico e éster da nandrolona. É usada na medicina veterinária na Áustria, França, nos Países Baixos, e Suíça.